# Робин, Майкл
Майкл М. Робин (англ. Michael M. Robin) — американский телевизионный продюсер и режиссёр, лауреат двух премий «Эмми». Робин поднялся на видное место работая регулярным режиссёром таких сериалов как «Полиция Нью-Йорка (телесериал)», «Части тела» и «Ищейка». В качестве продюсера он работал над более двумя десятками телепроектов, наиболее известные из которых «Части тела», «Ищейка» и «Даллас».

## Работы в качестве продюсера
- Закон Лос-Анджелеса (ассоциативный продюсер — 39 эпизодов, 1987—1989) (продюсер — 22 эпизода, 1989—1990)
- Полиция Нью-Йорка (телесериал) (производственный продюсер, 7 эпизодов, 1993—1994)
- Лучшие (исполнительный продюсер, 43 эпизода, 1999—2001)
- Доверься мне (исполнительный продюсер, 13 эпизодов, 2009)
- Части тела (100 эпизодов, 2003—2010)
- Риццоли и Айлс (консультант производства, 22 эпизода, 2010—2011)
- Ищейка (исполнительный продюсер, 104 эпизода, 2005—2012)
- Лонгмайер (исполнительный продюсер, 2012-)
- Даллас (исполнительный продюсер, 2012-)
- Особо тяжкие преступления (исполнительный продюсер, 2012-)